# Лю Шаоці
Лю Шаоці (кит. трад. 劉少奇, спр. 刘少奇, піньїнь Liú Shàoqí, 24 листопада, пров. Хунань — 12 листопада 1969) — китайський революціонер, політичний і державний діяч XX століття. Голова Китайської Народної Республіки (1959—1968). Один з керівників Комуністичної партії Китаю. Офіційно вважався наступником Мао Цзедуна (в знак чого портрети обох вождів друкувалися в центральних газетах на одному розвороті та однакового розміру), якого й замінив на посаді Голови КНР після невдалої кампанії «Великого стрибка»⁣, але під час Культурної революції був оголошений головним ревізіоністом та репресований. Після Культурної революції реабілітований і зараз шанується як один з найвидатніших політичних діячів Китаю.

## Життєпис

### Ранні роки
Лю Шаоці народився в селі Хуамінлоу (кит.: 花明楼镇) уїзда Нінсян провінції Хунань, в родині шкільного вчителя.
Здобувши початкову освіту в рідному уїзді, Лю вступив в педагогічне училище у місті Чанша і в 1917 р. у місті Баодін вступив на курси, де готувався до поїздки за навчанням у Францію. Однак захопившись революційними подіями в Китаї, взявши участь у «русі 4 травня», Шаоці став мріяти про поїздку до Москви. У 1920 в Шанхаї Лю вступив в Союз соціалістичної молоді Китаю, де ознайомився з працями Маркса та Енгельса, почав вивчати російську мову. Увесь 1921 рік Лю провів в Москві, куди був запрошений у складі восьми найбільш обдарованих випускників шкіл іноземних мов. Разом із групою членів Союзу соціалістичної молоді навчався в Комуністичному університеті трудящих Сходу ім. Сталіна
Уже тоді однокурсники відзначали постійну зосередженість Лю на роботі, його надзвичайну серйозність, що межує з похмурістю.

### На чолі робочого руху та підпільна діяльність
Після вступу в Комуністичну партію Китаю Лю повернувся на батьківщину, де був направлений до Шанхаю задля роботи з робітничими організаціями міста. У вугільному басейні Аньюань, куди перенаправили Лю знайомится з Лі Лісянем і стає його помічником. У наступному році Лю відправили в провінцію Гуандун для ведення політичної роботи в коаліції Гоміньдана та КПК.
У 1925 Шаоці обрали заступником голови Всекитайської організації профспілок. У тому ж році він організував антибританські виступи в Шанхаї, а потім, перебравшись в Ухань, брав участь в Сянган-Гуанчжоуському страйку 1925—1926. Коли у 1927 році керівництво Гоміньдану почало активну чистку комуністів, Лю став секретарем Союзу трудящих провінції Хубей і одразу організовує масові демонстрації у місті Ханькоу. У квітні того ж року на V з'їзді КПК Лю обраний членом ЦК КПК. З травня — голова Всекитайської організації трудящих.
Після початку першої хвилі громадянської війни в Китаї, в 1928 р., Лю Шаоці призначений секретарем партійного бюро робітників, а 1929 — секретарем партійного осередку КПК в Маньчжурії. Після роботи в Маньчжурії приєднується до Мао Цзедуна та Чжу Де в радянській республіці в Цзянсі, де стає головою Всекитайської організації профспілок.
Учасник «Великого походу», з 1936 по 1942 організатор партизанських рухів на півночі та в центрі Китаю.

### У керівництві партії та держави
Лю почав розглядатись як головна фігура в КПК після публікації його книги під назвою «Як бути хорошим комуністом». У цей час активно вивчає матеріали про марксизм-ленінізм.
У 1941 р. призначений політкомісаром 4-ї армії. У цей час вплив Лю зміцнився, ще раз коли він став членом Секретаріату ЦК КПК. Після промови на 7-му з'їзді КПК, стало зрозуміло, що Лю перетворюється на головну особу в комуністичному русі Китаю. На з'їзді Лю стає третьою особою в партії після Мао Цзедуна і Чжу Де. Під час поїздки Мао в Чунцин у 1945 році, Лю був призначений його заступником в Яньяні. Після евакуації Яньяна в 1947 р., у зв'язку з поновленням громадянської війни, Лю міг претендувати на лідерство у разі смерті або полону Мао. Після утворення КНР у 1949 році, Лю став другим заступником голови і секретарем ЦК КПК.
Публічні заяви Лю протягом 1950-х рр. відображали політику партії та держави. Він наголошував на необхідність колективного керівництва держави на чолі з Мао Цзедуном і вважав, що ідеї Мао є ключовими для партії, так само як і в цілому для всього революційного руху в Південно-Східній Азії. У жовтні 1952 брав участь у 19-му з'їзді КПРС в Москві.
У квітні 1959 р. Лю замінив Мао на посаді Голови КНР. Однак Мао ще залишався головою партії. Лю публічно підтримав політику «Великого стрибка» (1958—1960). Пізніше Лю став сумніватися в політиці Мао, особливо після економічних невдач с 1960 по 1962. Лю також підтримав економічну та соціальну політику, яка відбулася після цього.
Невдовзі між Мао та Лю почали виникати політичні розбіжності. Мао виступав за ідею швидкого розвитку економіки шляхом впровадження диких та авантюристських методів (див. Мала металургія). Лю, навпроти, підтримував поступове зростання, роблячи ставку на групу економістів, яких він зібрав довкола себе.

### Останні роки при владі, загибель
На пленумі ЦК КПК в серпні 1966 р. Лю зазнав жорсткої критики. 18 серпня на цьому пленумі вперше були згадані воєнізовані загони хунвейбінів та інше.
Невдовзі Лю почали ганьбити на плакатах і в публікаціях хунвейбінів, але не в офіційній пресі. Однак у 1967 році стали виходити викривальні статті і в офіційній пресі, в яких Лю поставав як «зрадник» і «китайський Хрущов». Після цього у пресі перестали згадувати навіть його ім'я.
Лю залишався на своїй посаді до 1968 року. У жовтні 1968 ЦК КПК звинуватив Лю у контрреволюційній діяльності та звільнив з усіх державних і партійних посад.
Наприкінці 1969 Лю ув'язнений і помер у місті Кайфен 12 листопада 1969 року.
Лю Шаоці був реабілітований у 1980 році. Нині його ім'я вказується у низці видатних китайських «пролетарських революціонерів старшого покоління та героїв, які загинули в ім'я революції»: так, на церемонії відкриття XIX з'їзду КПК (2017) її учасники «глибоким мовчанням вшанували пам'ять Мао Цзедуна, Чжоу Еньлая, Чжу Де, Ден Сяопіна, Чень Юня та інших померлих».